# 太平街道 (温岭市)
太平街道为中国浙江省温岭市下辖的5个街道办事处之一，同时系温岭市政府的驻地，为温岭市的文化、交通、经济中心。

## 村、 社区列表

### 村
岙底胡村 岙底杨村 北门村 北山村 东门村 后应村 梅岭村 南门村 屏下村 三星桥村 山下金村 塔下村 田洋村 西郊村 西门村 下河村 小河头村 小南门村 肖泉村

### 社区
锦屏社区 锦园社区 南屏社区 三星社区 繁昌社区 太平社区 月河社区 南泉社区 方城社区 卖鱼桥社区 尚书坊社区 东辉社区 迎辉社区 西园社区

## 现任领导
- 党工委书记 徐云辉
- 办事处主任 卢茂良